# فورت گریلی (آلاسکا)
فورت گریلی (به انگلیسی: Fort Greely) شهری در ناحیه سرشماری ساوت‌ایست فیربنکس ایالت آلاسکا است که جمعیت آن در سرشماری سال ۲۰۰۰ میلادی ۴۶۱ نفر بوده‌است.